# Grundy
Grundy är en kommun (town) i den amerikanska delstaten Virginia med en yta av 8 km² och en folkmängd som uppgår till 1 021 invånare (2010). Grundy är administrativ huvudort i Buchanan County. Orten grundades 1858 och fick sitt namn efter Felix Grundy som hade varit USA:s justitieminister 1838–1839.

## Kända personer från Grundy
- Jayma Mays, skådespelare
- Beverly Perdue, politiker, North Carolinas guvernör 2009–2013